# Török csuszka

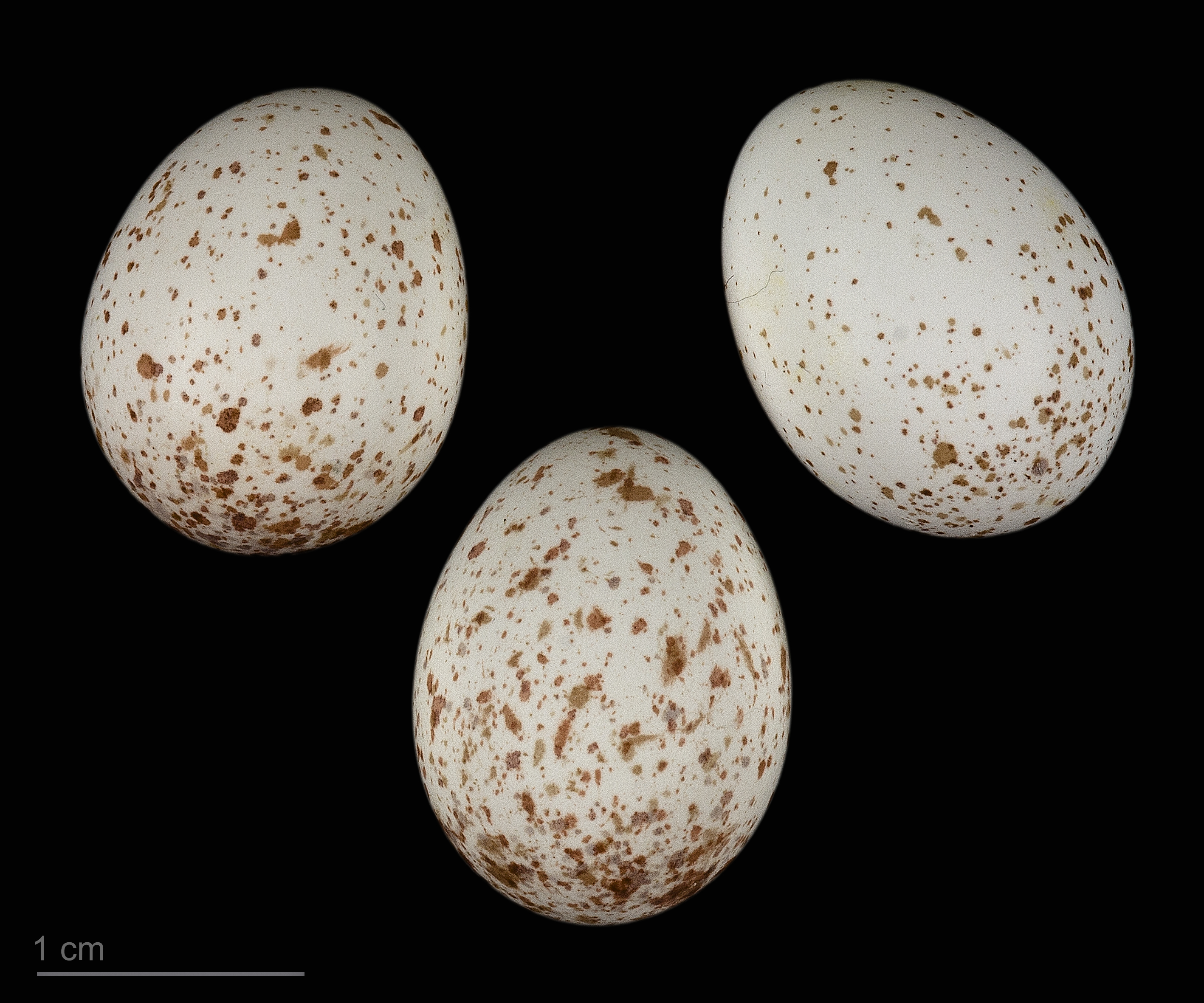
Sitta krueperi

A török csuszka (Sitta krueperi) a verébalakúak (Passeriformes) rendjébe, ezen belül a csuszkafélék (Sittidae) családjába tartozó faj.
Tudományos nevét Theodor Johannes Krüper német természettudósról kapta.

## Előfordulása
Oroszország európai részein, Törökország és Grúzia területén, valamint a görögországi Leszbosz szigetén honos. A természetes élőhelye mérsékelt övi erdők.

## Megjelenése
Testhossza 11,5–12,5 centiméter.
|  |